# Wagnerian rock
Wagnerian Rock är en musik-genre som skapades av Jim Steinman på grund av hans kärlek till musiken av Richard Wagner och Phil Spector. Denna genre är en sammansmältning (nästan en musikalisk hybrid) av nittonhundratalets rock'n'roll och artonhundratalets opera påminnande om Wagners och Spectors, och framför allt, med en rejäl dos av Steinmans egna musikaliska färdigheter. Wagnerian Rock kan klassas som en subform av rockopera.